# Julia Roberts
Julia Fiona Roberts (ur. 28 października 1967 w Smyrnie) – amerykańska aktorka i producentka filmowa.
Laureatka Oscara za rolę w filmie Erin Brockovich (2000). Została uznana za jedną z najbogatszych kobiet w branży rozrywkowej w 2007 (w rankingu sporządzonym przez magazyn „Forbes”) oraz jedną z najlepszych pracujących matek celebrytek w 2008. W 2014 otrzymała nagrodę GLSEN Respect Award za działalność charytatywną i zaangażowanie w organizację UNICEF.

## Życiorys

### Wykształcenie
Urodziła się w Smyrnie w stanie Georgia. Jako dziecko chciała zostać weterynarzem. Uczęszczała do Fitzhugh Lee Elementary School i Griffin Middle School. W 1985 w rodzinnej miejscowości ukończyła Campbell High School. Podczas nauki w liceum wystąpiła jako Elizabeth Dole w udawanej kampanii wyborczej. Grała również na klarnecie w szkolnym zespole. Po ukończeniu liceum studiowała na Georgia State University w Atlancie, ale studiów nie ukończyła. Studiowała aktorstwo w Lee Strasberg Theatre and Film Institute.

### Kariera aktorska
W 1985 przeniosła się do Nowego Jorku, gdzie podpisała kontrakt z Agencją Modelek Click i zapisała się na zajęcia aktorskie.
Po raz pierwszy wystąpiła na małym ekranie jako Tracy, ofiara gwałtu na nieletnich w pierwszym sezonie serialu NBC Crime Story (1987) z Dennisem Fariną. Następnie wystąpiła w komedii Remiza (Firehouse, 1987) i komediodramacie Joan Freeman Satysfakcja (Satisfaction, 1988) u boku Liama Neesona i Justine Bateman.
Za rolę zadziornej kelnerki w pizzerii w Connecticut, pracującą z dwiema przyjaciółkami (Annabeth Gish i Lili Taylor), która nie jest pewna związku z bogatym młodzieńcem (Adam Storke) w komediodramacie Donalda Petriego Mystic Pizza (1988) była nominowana do Young Artist Award jako najlepsza młoda aktorka w filmie kinowym – dramacie. Następnie zagrała w westernie Blood Red (1989) u boku swojego brata Erica i Dennisa Hoppera. Za rolę panny młodej chorej na cukrzycę w melodramacie Herberta Rossa Stalowe magnolie (Steel Magnolias, 1989) z Sally Field, Dolly Parton, Shirley MacLaine i Daryl Hannah była nominowana do Oscara dla najlepszej aktorki drugoplanowej i Złotego Globu. Za rolę prostytutki Vivian Ward w komedii romantycznej Garry’ego Marshalla Pretty Woman (1990) z Richardem Gere’em otrzymała Złoty Glob dla najlepszej aktorki w filmie komediowym lub musicalu i nominację do Oscara dla najlepszej aktorki i David di Donatello, a po premierze filmu stała się jedną z najpopularniejszych gwiazd Hollywood.
W kultowym dreszczowcu Joela Schumachera Linia życia (Flatliners, 1990) zagrała studentkę medycyny, która wspólnie z kolegami ze studiów (Kevin Bacon, Kiefer Sutherland, William Baldwin) chce sprawdzić czy istnieje życie po życiu pogrążając się w stanach bliskich śmierci. Za postać maltretowanej żony, która udaje własną śmierć i przyjmuje nową tożsamość, aby uciec przed nieopanowanym mężem (Patrick Bergin) w kolejnym wielkim przeboju kasowym Sypiając z wrogiem (Sleeping with the Enemy, 1991) zdobyła nominację do Nagrody Saturna w kategorii najlepsza aktorka. Rola prywatnej pielęgniarki, która opiekuje się chorym na białaczkę 28–latkiem (Campbell Scott) w melodramacie Joela Schumachera Za wcześnie umierać (Dying Young, 1991) przyniosła jej nominację do MTV Movie Awards 1992 jako najlepsza aktorka i najbardziej pożądana aktorka. Jednak rola Dzwoneczka w filmie fantasy Stevena Spielberga Hook (1991) była nominowana do Złotej Maliny dla najgorszej aktorki drugoplanowej. W 1991 znalazła się na okładce magazynu „People” jako jedna z 50. najpiękniejszych ludzi świata. W latach 1990–1992 i 1999–2001 została uhonorowana statuetkami Bravo Otto dla najlepszej aktorki, przyznawanymi przez niemiecki dwutygodnik dla młodzieży „Bravo”.
Była brana pod uwagę do głównej roli w dreszczowcu Nagi instynkt (1992), komedii romantycznej Bezsenność w Seattle (1993), Trującego Bluszcza w filmie fantastycznonaukowym Batman i Robin (1997) i filmie kostiumowym Zakochany Szekspir (1998). W dreszczowcu politycznym Alana Pakuli Raport Pelikana (The Pelican Brief, 1993) z Denzelem Washingtonem zagrała postać studentki prawa zamieszaną w aferę na skalę krajową. Tytułowa rola w horrorze Stephena Frearsa Mary Reilly (1997) z Glenn Close i Johnem Malkovichem przyniosła jej nominację do Złotej Maliny dla najgorszej aktorki. Odniosła ponowny sukces w gatunku komedii romantycznych jako piękna Julianne Potter, krytyczka kulinarna, która zdaje sobie sprawę, że jest zakochana w swoim najlepszym przyjacielu i próbuje go odzyskać, gdy ten postanawia poślubić kogoś innego w Mój chłopak się żeni (1997) u boku Dermota Mulroneya, Cameron Diaz i Ruperta Everetta, a za występ otrzymała nominację do Złotego Globu dla najlepszej aktorki w filmie komediowym lub musicalu, MTV Movie Award dla najlepszej aktorki i Nagrody Satelity dla najlepszej aktorki w filmie dramatycznym. W przebojowej komedii romantycznej Rogera Michella Notting Hill (1999) z Hugh Grantem wystąpiła jako hollywoodzka gwiazda filmowa.
Na 75. jubileuszowej ceremonii rozdania Oscarów 2003 pojawiła się na scenie podczas uroczystej prezentacji aktorów – wszystkich dotychczasowych laureatów Oscara. W 2006 zadebiutowała na Broadwayu w podwójnej roli jako Lina i Nan w przedstawieniu Trzy dni deszczu w reż. Joe Mantello z Bradleyem Cooperem i Paulem Ruddem.
Była na okładkach magazynów takich jak „Harper’s Bazaar”, „Vanity Fair”, „Elle”, „InStyle”, „Cosmopolitan”, „Esquire”, „People”, „Glamour”, „Time”, „Mademoiselle”, „Grazia”, „Zwierciadło”, „Entertainment Weekly”, „Pani”, „Marie Claire”, „Film”, „Life”, „Bravo”, „Rolling Stone”, „Wysokie Obcasy”, „GQ”, „Tele Tydzień” i „Vogue”.

## Życie prywatne
Julia Roberts jest najmłodszym dzieckiem Betty Lou Motes (z domu Bredemus) i Waltera Grady’ego Robertsa, wykładowców amatorskiej sztuki teatralnej w Actors and Writers Workshop w Atlancie. Jej rodzina była pochodzenia angielskiego, niemieckiego, szwedzkiego, irlandzkiego, szkockiego i walijskiego. Jej ojciec był baptystą, matka katoliczką, a Roberts została wychowana jako katoliczka. Ma starsze rodzeństwo – brata Erica Anthony’ego (ur. 1956) i siostrę Lisę (ur. 1965), oboje aktorów, Jej bratanicą jest aktorka Emma Roberts. Po rozwodzie rodziców w 1972 zamieszkała z matką, która we wrześniu 1972 poślubiła krytyka teatralnego Michaela Motesa, z którym rozwiodła się w październiku 1983. Para miała córkę Nancy, która zmarła 9 lutego 2014 z powodu przedawkowania narkotyków.
Roberts romansowała z aktorami takimi jak Jason Patric, Liam Neeson, Kiefer Sutherland, Dylan McDermott, Daniel Day-Lewis, Ethan Hawke i Matthew Perry. 25 czerwca 1993 poślubiła Lyle’a Lovetta, z którym rozwiodła się 22 marca 1995. 4 lipca 2002 wyszła za operatora kamery, Danny’ego Modera, którego poznała podczas kręcenia filmu Mexican. Mają troje dzieci: bliźniaki Hazel Patricię i Phinnaeusa Waltera (ur. 28 listopada 2004) oraz Henry’ego Daniela (ur. 18 czerwca 2007).
Mieszka w Nowym Jorku i na własnej farmie w miejscowości Taos w Nowym Meksyku.
Jest praktykującą hinduistką.

## Filmografia

### Filmy fabularne
- 1987: Remiza (Firehouse) jako Babs (niewymieniona w czołówce)
- 1988: Satysfakcja (Satisfaction) jako Daryle Shane
- 1988: Baja Oklahoma jako Candy Hutchins
- 1988: Mystic Pizza jako Daisy Araujo
- 1989: Blood Red jako Maria Collogero
- 1989: Stalowe magnolie (Steel Magnolias) jako Shelby Eatenton Latcherie
- 1990: Linia życia (Flatliners) jako doktor Rachel Mannus
- 1990: Pretty Woman jako Vivian Ward
- 1991: Hook jako Dzwoneczek
- 1991: Za wcześnie umierać (Dying Young) jako Hilary O’Neil
- 1991: Sypiając z wrogiem (Sleeping with the Enemy) jako Sara / Laura Burney
- 1992: Gracz (The Player) jako ona sama
- 1993: Raport Pelikana (The Pelican Brief) jako Darby Shaw
- 1994: Kocham kłopoty (I Love Trouble) jako Sabrina Peterson
- 1994: Prêt-à-Porter (Prêt-à-Porter) jako Anne Eisenhower
- 1995: Miłosna rozgrywka (Something to Talk About) jako Grace King Bichon
- 1996: Michael Collins jako Kitty Kiernan
- 1996: Mary Reilly jako Mary Reilly
- 1996: Wszyscy mówią: kocham cię (Everyone Says I Love You) jako Von Sidell
- 1997: Mój chłopak się żeni (My Best Friend’s Wedding) jako Julianne Potter
- 1997: Teoria spisku (Conspiracy Theory) jako Alice Sutton
- 1998: Mamuśka (Stepmom) jako Isabel Kelly
- 1999: Uciekająca panna młoda (Runaway Bride) jako Maggie Carpenter
- 1999: Notting Hill jako Anna Scott
- 2000: Erin Brockovich jako Erin Brockovich
- 2001: Ulubieńcy Ameryki (America’s Sweethearts) jako Kathleen „Kiki” Harrison
- 2001: Mexican (The Mexican) jako Samantha Barzel
- 2001: Ocean’s Eleven: Ryzykowna gra (Ocean’s Eleven) jako Tess Ocean
- 2002: Grand Champion jako Jolene
- 2002: Niebezpieczny umysł (Confessions of a Dangerous Mind) jako Patricia Watson
- 2002: Full Frontal. Wszystko na wierzchu (Full Frontal) jako Catherine / Francesca
- 2003: Uśmiech Mony Lizy (Mona Lisa Smile) jako Katherine Ann Watson
- 2004: Bliżej (Closer) jako Anna
- 2004: Ocean’s Twelve: Dogrywka (Ocean’s Twelve) jako Tess Ocean
- 2006: Po rozum do mrówek (The Ant Bully) jako Hova (głos)
- 2006: Pajęczyna Charlotty (Charlotte’s Web) jako Pajęczyca Charlotta (głos)
- 2007: Wojna Charliego Wilsona (Charlie Wilson’s War) jako Joanne Herring
- 2008: Świetliki w ogrodzie (Fireflies in the Garden) jako Lisa Waechter
- 2009: Gra dla dwojga (Duplicity) jako Claire Stenwick
- 2010: Walentynki (Valentine’s Day) jako kapitan Kate Hazeltine
- 2010: Jedz, módl się, kochaj (Eat, Pray, Love) jako Elizabeth Gilbert
- 2011: Larry Crowne. Uśmiech losu (Larry Crowne) jako Mercedes Tainot
- 2011: Gry małżeńskie (Love, Wedding, Marriage) jako Terapeutka Avy (głos)
- 2012: Królewna Śnieżka (Mirror Mirror) jako Zła Królowa
- 2013: Sierpień w hrabstwie Osage (August: Osage County) jako Barbara Weston
- 2014: Odruch serca (The Normal Heart) jako doktor Emma Brookner
- 2015: Sekret w ich oczach (Secret in Their Eyes) jako Jessica Cobb
- 2016: Zakładnik z Wall Street (Money Monster) jako Patty Fenn
- 2016: Dzień Matki (Mother’s Day) jako Miranda
- 2017: Cudowny chłopak (Wonder) jako Isabel Pullman
- 2018: Powrót Bena (Ben is back)
- 2023: Zostaw świat za sobą jako Amanda Sandford

### Seriale telewizyjne
- 1987: Crime Story jako Tracy
- 1988: Policjanci z Miami (Miami Vice) jako Polly Wheeler
- 1996: Przyjaciele (Friends) jako Susie Moss
- 1999: Prawo i porządek (Law & Order) jako Katrina Ludlow
- 2003: Ameryka: Historia USA (Freedom: A History of US) jako dziennikarka Appletonsa / Virginia Eyewitness

### Producent wykonawczy
- 1998: Mamuśka (Stepmom)
- 2003: Sędziowie z Queens (Queens Supreme)
- 2004: Samantha i Nellie (Samantha: An American Girl Holiday)
- 2005: Przygoda Felicity (Felicity: An American Girl Adventure)
- 2008: Kit Kittredge: Amerykańska dziewczyna (Kit Kittredge: An American Girl)
- 2011: Extraordinary Moms
- 2012: Jesus Henry Christ

## Nagrody
| Rok  | Nagroda                           | Kategoria                                          | Film                    |
| ---- | --------------------------------- | -------------------------------------------------- | ----------------------- |
| 1990 | Złoty Glob                        | Najlepsza aktorka drugoplanowa                     | Stalowe magnolie (1989) |
| 1991 | Złoty Glob                        | Najlepsza aktorka w filmie komediowym lub musicalu | Pretty Woman (1990)     |
| 1991 | Nickelodeon Kids’ Choice Awards   | Ulubiona aktorka filmowa                           | Pretty Woman (1990)     |
| 2000 | MTV Movie Award                   | Najlepsza wykonawczyni                             | Erin Brockovich (2000)  |
| 2000 | Teen Choice Awards                | Wybrana aktorka                                    | Erin Brockovich (2000)  |
| 2001 | Nagroda BAFTA                     | Najlepsza aktorka pierwszoplanowa                  | Erin Brockovich (2000)  |
| 2001 | Złoty Glob                        | Najlepsza aktorka w filmie dramatycznym            | Erin Brockovich (2000)  |
| 2001 | Nagroda Akademii Filmowej         | Najlepsza aktorka pierwszoplanowa                  | Erin Brockovich (2000)  |
| 2001 | Nagroda Gildii Aktorów Ekranowych | Najlepsza aktorka pierwszoplanowa                  | Erin Brockovich (2000)  |
| 2019 | Nagroda Satelita                  | Najlepsza aktorka w serialu dramatycznym           | Homecoming (2018)       |
| 2025 | Cezar Honorowy                    | –                                                  | Całokształt twórczości  |